# Cantón de Ressons-sur-Matz
El cantón de Ressons-sur-Matz era una división administrativa francesa, que estaba situada en el departamento de Oise y la región de Picardía.

## Composición
El cantón estaba formado por veinticuatro comunas:
- Antheuil-Portes
- Baugy
- Belloy
- Biermont
- Boulogne-la-Grasse
- Braisnes-sur-Aronde
- Conchy-les-Pots
- Coudun
- Cuvilly
- Giraumont
- Gournay-sur-Aronde
- Hainvillers
- La Neuville-sur-Ressons
- Lataule
- Margny-sur-Matz
- Marquéglise
- Monchy-Humières
- Mortemer
- Neufvy-sur-Aronde
- Orvillers-Sorel
- Ressons-sur-Matz
- Ricquebourg
- Vignemont
- Villers-sur-Coudun

## Supresión del cantón de Ressons-sur-Matz
En aplicación del Decreto n.º 2014-196 de 20 de febrero de 2014, el cantón de Ressons-sur-Matz fue suprimido el 22 de marzo de 2015 y sus 24 comunas pasaron a formar parte del nuevo cantón de Estrées-Saint-Denis.